# Perekop

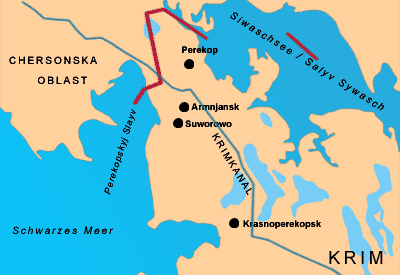
Carte indiquant la localisation de Perekop.

Perekop est un village de la municipalité d'Armiansk situé en république autonome de Crimée, en Ukraine, occupée par la Russie depuis 2014.
Il commande l’isthme de Perekop, qui relie la Crimée à l'Ukraine. C'était autrefois la ville la plus au nord de Crimée. Cette localité fortifiée était d'une grande importance militaire en tant que clé du Khanat de Crimée. En 2004, la population était de 894 habitants.

## Histoire
Durant la guerre russo-turque (1735–1739), le maréchal russe Burckhardt de Munnich parvint à prendre d'assaut ses fortifications le 17 juin 1736 et laissa la forteresse tatare en ruines. C'était un coup sérieux, mais non mortel, porté à l'indépendance du Khanat de Crimée.
La ville fut pratiquement rasée durant le siège de Perekop par l'Armée rouge en 1920. Ce siège fut un épisode-clé de la guerre civile russe. Le succès de l'Armée rouge lui permit de chasser l'armée blanche de Wrangel hors de la Crimée. Douze ans plus tard, les Soviétiques fondèrent la ville nouvelle de Krasnoperekopsk, 32 kilomètres plus au sud.